# 利和經銷
利和經銷集團有限公司（前港交所上市編號：2387）是利豐旗下主要從事分銷服務的公司，於亞太區、中港台、英國和美國皆有業務。
2004年，馮國經及馮國綸的家族公司利豐1937分拆利和經銷於香港交易所上市，招股價為每股3.5港元，籌得大約4億元。2010年8月，利豐宣佈以每股21元或0.585股利豐股份私有化利和經銷。
利和經銷私有化建議於2010年10月7日的股東會獲通過，利和經銷並於同年11月1日從香港交易所除牌。

## 外部連結
- 利和經銷公司網頁（页面存档备份，存于）